# جيريمي ديفيدسون
جيريمي ديفيدسون (بالإنجليزية: Jeremy Davidson)‏ هو لاعب اتحاد الرغبي بريطاني، ولد في 28 أبريل 1974 في بلفاست في المملكة المتحدة.

## وصلات خارجية
- جيريمي ديفيدسون على موقع دوري الرغبي الممتاز (الإنجليزية)
- جيريمي ديفيدسون عل موقع إسبنسكروم (الإنجليزية)
- جيريمي ديفيدسون على موقع ItsRugby.co.uk (الإنجليزية)